# Tympanogaster schizolabra
Tympanogaster schizolabra är en skalbaggsart som först beskrevs av Deane 1933.  Tympanogaster schizolabra ingår i släktet Tympanogaster och familjen vattenbrynsbaggar. Inga underarter finns listade i Catalogue of Life.